# Thomas Armat
Thomas J. Armat (Fredericksburg, 25 de outubro de 1866 — Washington, 30 de setembro de 1948) foi um inventor estadunidense, mais conhecido pela co-invenção do Vitascópio, o primeiro projetor de filmes patenteado do mundo. Em 1947, Armat recebeu um Óscar Honorário por suas contribuições à indústria cinematográfica.